# John Wolcot
John Wolcot, dit Peter Pindar (1738-1819), est un poète satirique anglais.
Né à Dodbrooke (pl) dans le Devon, il acheva ses études en France. Il fut médecin du gouverneur de la Jamaïque et s'établit à son retour à Truro (Cornouailles). Il habita ensuite successivement à Exeter, Londres, et Londres, où il mourut. 
Il a laissé des poésies, principalement de odes et des satires, dirigées contre les grands du jour. Il publia ses premières poésies sous le pseudonyme de Peter Pindar.

## Source
- Marie-Nicolas Bouillet  et Alexis Chassang (dir.), « John Wolcot » dans Dictionnaire universel d’histoire et de géographie, 1878 (lire sur Wikisource)